# IAS Cargo Airlines
La International Aviation  Services Limited, operante come IAS Cargo Airlines dal 1975, è una ex compagnia aerea britannica indipendente, interamente di proprietà privata con sede all'Aeroporto di Londra-Gatwick nel Regno Unito. Ha iniziato ad operare nel 1967 ed è fallita nel 1980, a seguito di una fusione con la Trans Meridian Air Cargo (TMAC) con sede a Londra Stansted per formare la British Cargo Airlines, che però durò pochi anni.

## Storia

### Gli inizi

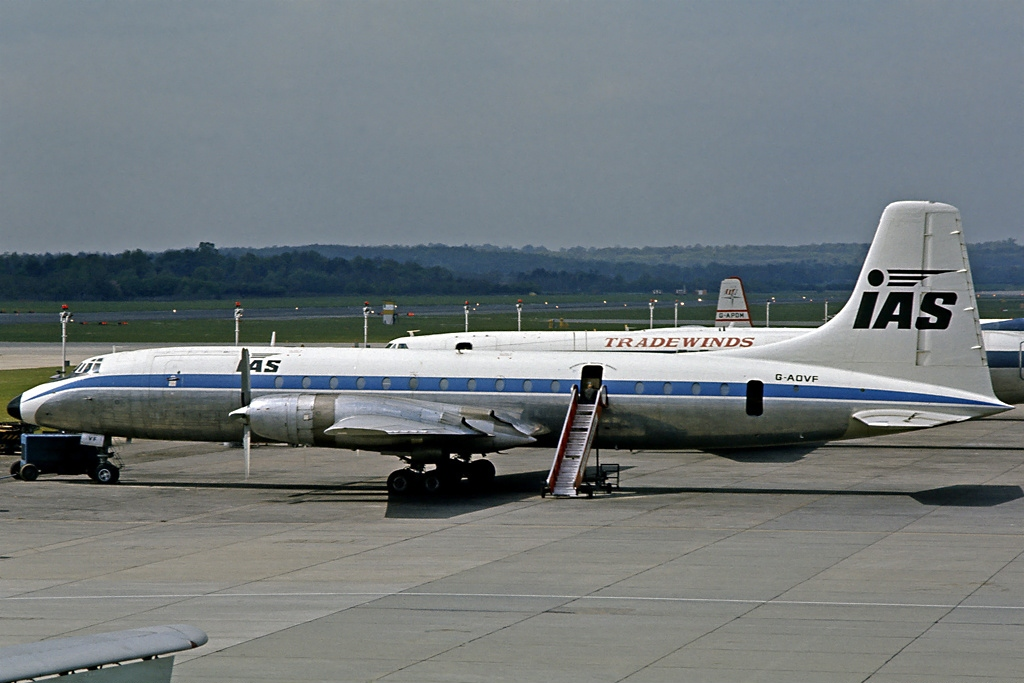
Il Bristol Britannia G-AOVF a Gatwick nel 1973.

L'International Aviation Services Ltd era una società di consulenza nel settore del trasporto aereo fondata nel 1966 trasportando merci in tutto il mondo da Londra Gatwick nel 1967 con dei Bristol Britannia 300F turboelica di seconda mano presi in leasing. Nel 1971 iniziò a sostituirli con i propri aeromobili, acquisendo il proprio certificato di operatore aereo nel giugno 1972 a nome di International Aviation Services (UK) Ltd e adottò il nome commerciale IAS Cargo quattro anni più tardi.

### Sviluppo commerciale
All'inizio degli anni '70, la IAS Cargo Airlines acquisì ulteriori Britannia di seconda mano e un Canadair CL-44 cargo "swing tail" durante i primi anni '70 per espandere la propria flotta in risposta alla crescente domanda mondiale per i suoi servizi di trasporto merci.

### Diventando un operatore di jet
Quando le principali compagnie aeree di linea del mondo iniziarono a riorganizzare le loro flotte con aerei a reazione wide-body di nuova generazione a partire dai primi anni '70, un numero crescente di aerei a reazione a corpo stretto di vecchia generazione (all'epoca ancora piuttosto recente) come il Boeing 707 e il Douglas DC-8, divennero disponibili sul mercato dell'usato a prezzi accessibili alle compagnie aeree più piccole che non avevano le risorse per rinnovarsi.
La IAS Cargo Airlines divenne una di queste compagnie aeree più piccole, approfittando di questa situazione acquistando il suo primo DC-8-50F cargo nel 1974. Le operazioni dei jet iniziarono l'anno successivo. Mentre l'attività continuava ad espandersi, durante la seconda metà degli anni '70 introdusse altri DC-8-50F nella sua flotta.
Alla fine degli anni '70 la flotta della compagnia era composta principalmente da DC-8-50F. A quel punto riceveva un numero crescente di spedizioni aeree di merci inviate alla sua base di Gatwick dall'"altra sponda" della Manica. Nell'ottobre 1978 l'azienda introdusse il suo primo cargo della serie DC-8 "Super Sixty" allungato dotato di una capacità di carico maggiore, un -62CF noleggiato dalla Finnair.

### Fusione con una compagnia rivale
La Trans Meridian Air Cargo (TMAC), con sede a Stansted, un altro piccolo operatore indipendente del Regno Unito effettuante trasporti merci e interamente posseduto dalla controllata di Trafalgar House Cunard Steamship Co, era stata fondata nel 1962. Anche la TMAC possedeva una flotta di aerei simile a quella della IAS, inclusa una coppia di DC-8F. Pertanto, unire le attività di entrambe le società per ottenere maggiori sinergie operative e ottenere maggiori economie di scala sembrava essere il passo "logico" successivo per garantire la loro sopravvivenza in un mercato competitivo dominato da imprese rivali più grandi e più potenti.
La IAS Cargo Airlines si fuse con TMAC il 15 agosto 1979 per creare la British Cargo Airlines, che iniziò ad operare con il suo nuovo nome cinque giorni dopo. La flotta della nuova entità comprendeva 15 aerei, tra cui otto DC-8 da carico, sei CL-44-D e un CL-44-0. I jet erano di stanza a Gatwick, mentre i turboelica erano parcheggiati a Stansted.
Nonostante le premesse, tuttavia, la British Cargo si sciolse appena un anno dopo, nel mese di marzo.

### Cause dello scioglimento
Le ragioni principali del crollo dell'entità combinata includevano:
- Una profonda recessione in Gran Bretagna, che colpì le aziende manifatturiere con sede nel Regno Unito, i principali clienti della compagnia aerea. Ciò provocò un crollo della produzione di merci da parte di quelle società, che a sua volta portò a un crollo della domanda di servizi specializzati di trasporto aereo di merci.
- Il forte aumento dei prezzi del carburante per aerei in seguito alla caduta dello Scià dell'Iran. Ciò aumentò i costi operativi degli aerei da carico "narrow-body" (più stretti) relativamente bisognosi di carburante come il Boeing 707 e il DC-8 (rispetto ai aerei da carico più efficienti in termini di carburante).
- Un grande afflusso di capacità di aeromobili widebody a lungo raggio nelle flotte di British Airways e British Caledonian, le due principali compagnie aeree di linea britanniche all'epoca, così come nelle flotte dei loro principali concorrenti d'oltremare durante la fine degli anni '70 e l'inizio degli anni '80. Ciò comportò un notevole aumento della capacità di carico della stiva, il cui riempimento costava meno agli spedizionieri e a chi caricava le merci (rispetto alle tariffe più elevate necessarie per riempire in modo redditizio i mercantili puri a corpo stretto).

## Incidenti
Nel 1977 la IAS Cargo Airlines fu indirettamente coinvolta in un incidente mortale che provocò la perdita di un aereo che portava il suo nome verniciato con uno schema di colori ibrido. Questo schema combinava parti della livrea della IAS Cargo Airlines con quella della Dan-Air Services Ltd, una delle principali compagnie aeree britanniche indipendenti interamente di proprietà privata dell'epoca, e proprietaria e operatore dell'aereo precipitato.
L'incidente stesso coinvolse uno dei Boeing 707-321C della Dan-Air (codice di registrazione G-BEBP), che la IAS Cargo Airlines aveva operato in base ad un cosiddetto accordo di "wet lease" con Dan-Air, in base al quale quest'ultima forniva l'aereo come così come gli equipaggi della cabina di pilotaggio e il supporto alla manutenzione sotto contratto con IAS. Il suddetto aereo si schiantò il 14 maggio 1977 durante l'avvicinamento finale all'aeroporto di Lusaka al termine di un volo cargo non di linea da Londra Heathrow passando per Atene e Nairobi quando il suo stabilizzatore orizzontale destro si staccò a causa della fatica del metallo, causando una perdita di controllo del velivolo e la morte di tutti e sei gli occupanti.
Alcuni database sugli incidenti aerei citano erroneamente la IAS Cargo Airlines come l'operatore dell'aereo coinvolto in questo incidente, nonostante fosse in possesso di Dan-Air.
A seguito di questo incidente seguì un importante dibattito industriale sui requisiti di manutenzione e sui limiti di durata dei jet "geriatrici" di alto livello.